# شركة أملاك العالمية للتمويل العقاري
شركة أملاك العالمية للتمويل العقاري هي شركة مساهمة عامة سعودية مسجلة في المملكة العربية السعودية. تأسست في في شهر أكتوبر من عام 2007م، وتتخذ من مدينة الرياض مقراً رئيساً لها، برأس مال مدفوع وقدره 906 مليون ريال سعودي.

## التاريخ
شركة مساهمة سعودية مسجلة في المملكة العربية السعودية بموجب السجل التجاري رقم (1010234356) وتاريخ 07-05-1428 هـ الموافق (13-06-2007م) وقرار وزير التجارة والصناعة رقم (132/ق) وتاريخ25-05-1428 هـ الموافق (11-06-2007م) وترخيص مؤسسة النقد العربي السعودي رقم (2/ع ش/201312) وتاريخ 21-02-1435 هـ الموافق (24-12-2013م).وتزاول الشركة أنشطتها من خلال ثلاث فيفروع الرياض وجدة والخبر.

## النشاط
يتمثل النشاط الرئيسي للشركة في مزاولة أعمال نشاط التمويل العقاري للشركات والأفراد من خلال تقديم عدد من المنتجات التمويلية المتوافقة مع أحكام الشريعة الإسلامية ( مرابحة، اجارة، إجارة موصوفة في الذمة للعملاء من الأفراد والشركات ) و وفقاً لنظام الشركات ونظام مراقبة شركات التمويل ولائحته التنفيذية والأنظمة ذات العلاقة والقواعد والتعليمات الصادرة عن الجهات المختصة.

## ملف الأسهم
| رأس المال المصرح به (ريال سعودي) | عدد الأسهم المصدرة | رأس المال المدفوع (ريال سعودي) | القيمة الاسمية للسهم | القيمة المدفوعة للسهم |
| -------------------------------- | ------------------ | ------------------------------ | -------------------- | --------------------- |
| 906,000,000                      | 90,600,000         | 906,000,000                    | 10                   | 10                    |